# Slesvig-holsteinska kriget

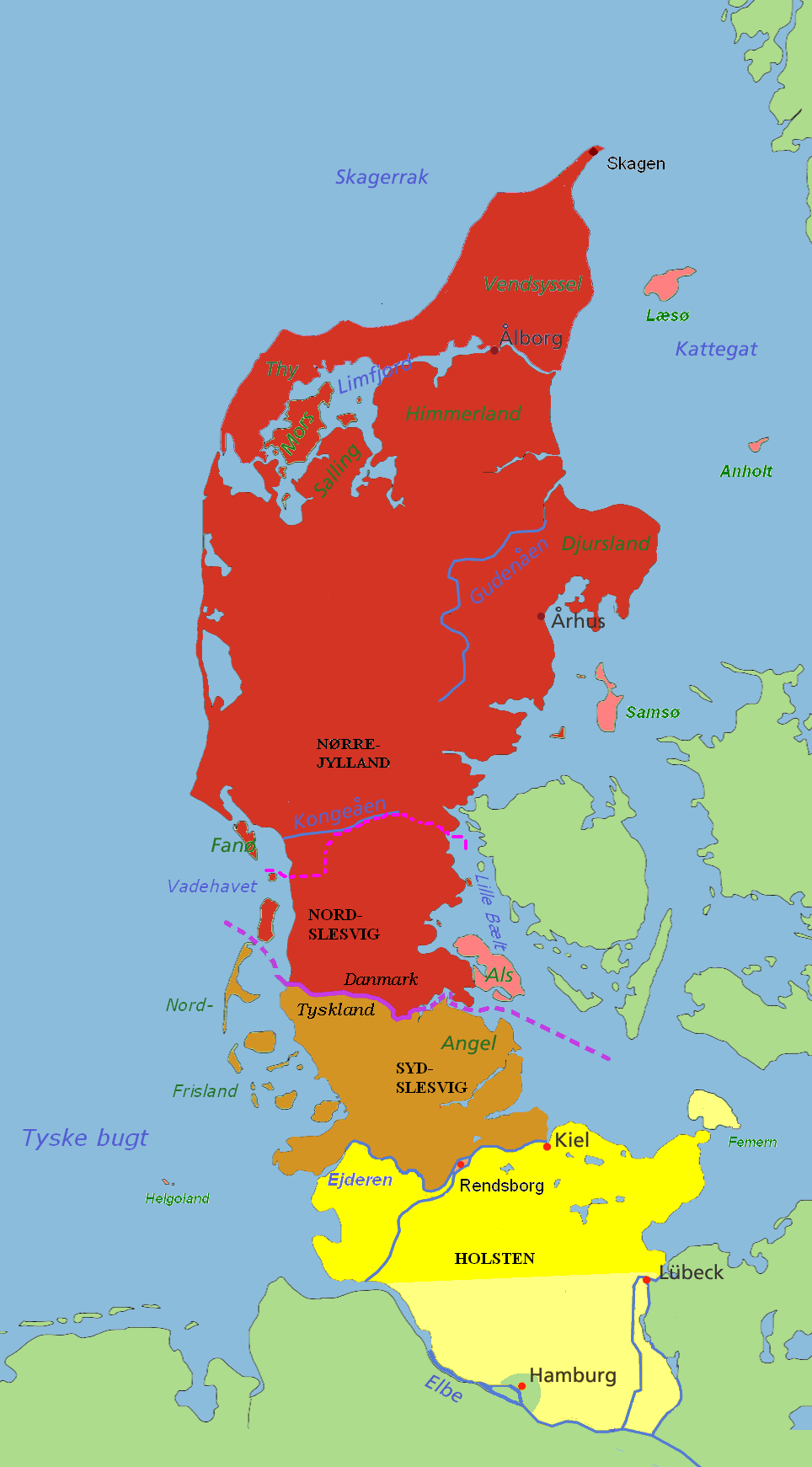
En karta över det omstridda området i jämförelse med dagens gränser. I dagens Jylland (rött) ingår norra Slesvig (mellan de purpurfärgade linjerna, varav den norra markerar floden Kongeå). Södra Slesvig är markerat orange och det historiska Holstein guldgult.

Slesvig-holsteinska kriget, första slesvigska kriget eller slesvigska treårskriget, kallas det krig som 1848–1851 utspelade sig mellan å ena sidan Danmark och å andra sidan tyska separatister i hertigdömena Slesvig och Holstein och deras tyska bundsförvanter, framför allt Preussen.
Hertigen av Holstein hade sedan Kristian I också varit hertig av Slesvig och kung av Danmark. Danmark (och Slesvig) var till 1849 kungligt envälde under samma kung/hertig. Holstein var dock med i Tyska förbundet. Befolkningen i Holstein var mestadels tysk och Slesvigs blandat dansk och tysk. Kriget gällde Slesvigs tillhörighet, där den danska liberala regeringen efter marsrevolutionen förordade en Ejderpolitik, en uppdelning mellan det mestadels danska Slesvig och tyska Holstein (och i praktiken om Holstein var en "tysk del" eller en integrerad del med danska kungens domäner det vill säga hans Danmark). I Slesvig låg Hedeby som var den gamla danska huvudstaden under vikingatid (Harald Blåtand, Gorm den gamle med flera). Genom marsrevolutionen i Köpenhamn 1848 fick Danmark en ny konstitution, den danska grundlagen och den absoluta monarkin avskaffades. Istället ersattes den av en riksdag, där dock kungen valde en tredjedel av ledamöterna. År 1848 fick också Holstein och Slesvig en ny hertig som därmed också blev ny dansk kung med namnet Fredrik VII som regerade från Köpenhamn, något som gjorde kriget svårt att förstå för utomstående. 
Efter att ha bedrivits i tre omgångar med två mellanliggande vapenvilor blev utgången i huvudsak att tillhörigheten förblev oförändrad.

## Bakgrund
I gränstrakterna mellan Danmark och Tyskland hade sedan länge funnits en blandad dansk och tysk befolkning, och Tyskland var sedan länge uppdelat på ett stort antal små furstendömen. Området bestående av hertigdömena Slesvig eller Schleswig (danskt respektive tyskt namn) och Holsten eller Holstein hade under historien omväxlande tillhört danska, tyska och svenska härskare, även om Slesvig i huvudsak hade varit mer danskt och Holstein mer tyskt. Från 1300-talet hade Slesvig och Holstein periodvis haft gemensamt styre och då ingått i personalunion med Danmark. Efter det Stora nordiska kriget hade Danmark genom avtal 1721 och 1723 lyckats återupprätta denna så kallade "helstat", där den danske kungen var hertig av Slesvig respektive Holstein.
Slesvig-Holsteins ställning till Danmarks krona hade bekräftats genom fördragen 1815, som även lämnade Lauenburg i danskarnas händer. Sedan Danmark förlorat Norge fann sig det danska kungadömet nödsakat att arbeta för en fastare anslutning av de båda hertigdömena. Denna politik rönte motstånd hos lantständerna i Slesvig och Holstein, men av legitimistiska skäl kunde en sådan opposition i regel inte påräkna någon uppmuntran från Tyska förbundets sida.
Från 1840-talet hade området präglats av såväl dansk som tysk nationalism. Tysknationalisterna ville knyta Slesvig, där det fanns en betydande tysktalande befolkning, till Tyska förbundet, där Holstein redan ingick, och dansknationalisterna ville knyta Slesvig närmare till Danmark. I tysknationalisternas argumentation tycks Slesvig-Holsteins odelade status ha spelat en viktig roll. När kung Kristian I år 1460 hade blivit hertig av Slesvig och greve av Holstein lovade han med Up ewig ungedeelt (för alltid odelat) att inte skilja länderna åt, och detta upptogs som motto av tysknationalisterna i Slesvig och Holstein.
Den ivrigaste representanten för kraven på en ständerförfattning som betryggade de båda hertigdömenas samhörighet var till en början en dansk ämbetsman, landsfogden Uwe Jens Lornsen på Sild. I motsats till denna rörelse, som utgick från att Slesvig precis som Holstein var ett gammalt tyskt land, betraktade danskarna floden Eider som Danmarks gräns söderut. Bland danskarna uppkom den så kallade eiderdanska strömningen, vars mål var en konstitutionell författning som omfattade även Slesvig men uteslöt Holstein som biland.
Den slesvig-holsteinska frågan tilltrasslades ytterligare genom de dynastiska förhållandena. Kronprinsen, sedermera kung Fredrik VII, var barnlös och tyskarna väntade sig nu att den danska kungalinjen skulle utslockna med honom och att en upplösning av hertigdömenas förbindelse med Danmark skulle följa på det. Då skulle nämligen kronan tillfalla den kvinnliga linjen, medan arvsrätten i hertigdömena enligt tyskarnas syn på saken tillkom den yngre augustenburgska manslinjen. Dessa motsatser ställdes i skarp belysning genom kung Kristian VIII:s öppna brev den 8 juli 1846. Enligt detta brev stod Slesvig och Lauenburg på grund av arvsrätt och fördrag under samma arvsföljd som kungariket. Rörande vissa delar av Holstein förefanns visserligen ännu åtskillig oklarhet, men det var kungens oavlåtliga strävan att avlägsna dessa tvivel och på så sätt trygga helstatens bestånd. Patentet tillfredsställde inte alla önskningar i Danmark och än mindre i hertigdömena, trots sin försäkran att det inte var fråga om någon förändring i dessas inbördes ställning. Ständerna där upplöste sig då den kunglige kommissarien inte mottog deras protest och Holsteins ständerförsamling formellt anropat Tyska förbundet om hjälp.
I Tyskland råkade nu sinnena i våldsam svallning, eldade av patriotiska diktare, och temat om Tysklands rätt och plikt varierades i upprörda lantdagsförhandlingar, i tidningsartiklar, vetenskapliga avhandlingar och populära broschyrer. Men just det folkliga i rörelsen väckte de tyska regeringarnas misstro, och därtill kom hänsynen till stormakterna utanför Tyskland. Förbundsdagen nöjde sig med att uttala sin förväntan att kungen skulle tillvarata förbundets, agnaternas och lantdagens rättigheter i Holstein.
Turerna i den slesvig-holsteinska frågan betraktades även av samtiden som svårbegripliga, och den brittiske utrikesministern Lord Palmerston fällde ett berömt och cyniskt yttrande om saken. Han sade att bara tre personer hade förstått sig på den: en tysk prins som hade dött ung, en dansk politiker som hade slutat på mentalsjukhus och slutligen Palmerston själv, som dock hade glömt bort alltihop.

## Utbrott
Under "revolutionsåret" 1848 förstärktes kraven bland den tyska befolkningen som krävde en fri författning gemensam för de två hertigdömena, och att Slesvig skulle tas upp i Tyska förbundet. Kraven avvisades av den danska regeringen, som i och för sig var beredd att släppa Holstein men samtidigt ville införliva Slesvig i det egentliga Danmark, vilket dels skulle innebära en delning av "helstaten" och dels skulle innebära att en tysk minoritet hamnade i Danmark. I mars 1848 utropade den tysknationalistiska sidan därför en provisorisk slesvig-holsteinsk regering i Kiel.

## Krigets förlopp under 1848
Danmark beslöt att slå ner upproret med vapenmakt för att återställa Slesvig-Holstein till den danska kronan. Genom en kupp hade fästningen Rendsburg erövrats av protyska styrkor lojala med Kiel-regeringen, men den danska armén under general Hedemann slog upprorsmakarna under prins Kristian av Holstein-Augustenborg i slaget vid Bov den 8 april 1848. Den danska armén besatte sedan Slesvig och Eckernförde, men strax efteråt anlände en tysk armé om 19 000 man från Hannover och Preussen under befäl av Wrangel och Halkett som förstärkning till upprorsmännen. Efter ett anfall den 23 april 1848 tvingades de 10 000 danskarna i slaget vid Slesvig att överge Dannevirke. Danskarna fick dra sig tillbaka till Als efter en mindre strid vid Oversö 24 april.
Den tyska armén höll under den kommande månaden hela Slesvig och södra Jylland besatta samtidigt som danska flottan bedrev blockad mot de tyska hamnarna och stoppade tyska handelsfartyg. Den 28 maj 1848 genomförde danskarna under befäl av generalmajor Frederik von Bülow ett anfall från sitt brohuvud vid Alssundet och intog Dybbølhöjden. Tillsammans med styrkor ledda av Schleppegrell tvingade danskarna Halketts trupper att retirera från Nyböl. Danskarna slog sedan tillbaka de samlade tyska styrkornas angrepp den 5 juni.
Av stor vikt för händelseutvecklingen var också utlandets inställning. Kung Oskar I av Sverige-Norge förklarade sig under vissa förutsättningar beredd att ingripa till de danska provinsernas försvar. Frankrike, som med misstrogna blickar följde den tyska grannens politiska makttillväxt, intog en tvetydig hållning. Tsar Nikolaj av Ryssland stämplade Preussens uppträdande som förräderi. Österrike, vars ombud i Frankfurt röstat för förbundskriget, höll sig helt tillbaka från striden och fullgjorde inte ens de på sin andel fallande bidragen till krigskostnaderna.
I detta svåra läge ansåg den preussiske kungen Fredrik Wilhelm det lämpligt att inleda underhandlingar med Danmark. Som medlare mellan de krigförande antogs Storbritannien. Danskarna tyckte dock snart att Storbritannien var partiskt för Preussen, och ville därför slippa ifrån dess medling. I stället önskade de få Sverige till medlare. Det blev också på svensk mark – i Malmö – som förhandlingarna egentligen på allvar kom i gång. Oscar I:s hot om att hemkalla den svenska undsättningskåren gjorde också danska regeringen betydligt medgörligare. På samma gång svenska regeringen sålunda arbetade på att stämma Danmark fredligt, varnade den emellertid också upprepade gånger preussiska kabinettet för de fördärvliga följder som en förlängning av kriget skulle medföra. Påtryckningarna från olika håll på då båda krigförande parterna fick till slut resultat. Den 26 augusti 1848 slöts en vapenvila i Malmö, men kränkningar mot villkoren förekom och denna kom därför enbart att leda till ett uppehåll i kriget.
Malmöfördraget mottogs i Tyskland som en nationell skymf och uppväckte en stormande harm hos parlamentet i Frankfurt, men riksministären tvingades böja sig för nödvändigheten, och den 16 september godkändes stilleståndet. Detta steg väckte sådan harm att det blev uppror i Frankfurt mot parlamentet och två högerledamöter, furst Lichnowsky och general von Auerswald, blev mördade av mobben.

## Krigets förlopp under 1849

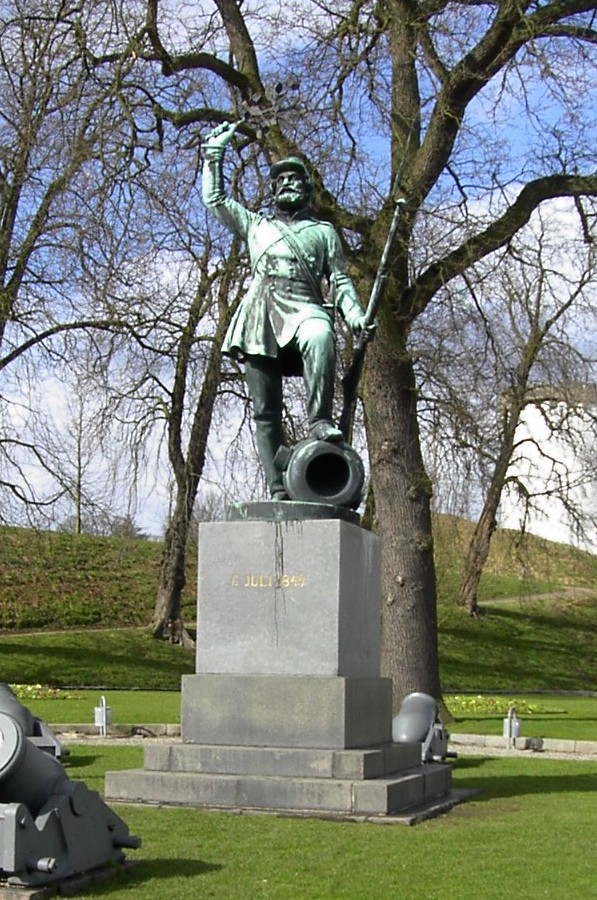
"Landsoldaten" – ett monument i Fredericia över de danska soldater som slogs där 1849.

Efter danskt missnöje med tyska brott mot villkoren i vapenvilan började kriget på nytt den 3 april 1849, då den danska armén ryckte fram i Sundeved och i norra Slesvig. Ett nytt slag på Dybbølhöjden 13 april vanns i huvudsak av danskarna, som dock drog sig tillbaka till Als. När danskarna under sin nye generalbefälhavare Bülow 23 april gick till anfall mot Kolding slogs de tillbaka av de slesvig-holsteinska trupperna under befäl av Eduard von Bonin.
Den 7 maj trängde en 40 000 man stark tysk arméstyrka under befäl av  Karl von Prittwitz upp i Jylland, och trängde danska arméns huvudstyrka tillbaka till fästningen Fredericia som omringades av Bonins trupper. En dansk flankstyrka om 7 000 man under Olaf Rye lyckades dock undkomma att omringas och retirerade till Aarhus och senare till Helgenæs. Efter att Fredericia under kommendanten Niels Christian Lunding hade belägrats i två månader genomförde en dansk arméstyrka om 19 000 man, som hade dragits samman från Fyn, Als och Helgenæs utan att bli upptäckt, ett överraskande anfall 6 juli och lyckades erövra alla tyskarnas skansar och 31 kanoner samt ta 2 000 krigsfångar.
Den 10 juli 1849 slöts en ny vapenvila, som innebar att norra Slesvig ner till Flensburg hölls besatt av 4 000 man svensk-norska trupper som en buffert mellan danskarna och tyskarna. Efter långvariga förhandlingar slöts 2 juli 1850 ett fredsavtal mellan Danmark och Preussen i Berlin, dock utan att någon av krigets stridsfrågor därigenom löstes. Även om de tyska staterna i och med detta formellt drog sig ur kriget tilläts ett stort antal tyska officerare och soldater att ta tjänst i en slesvig-holsteinsk armé på 34 000 man under befäl av Karl Wilhelm von Willisen, som omedelbart förberedde sig på en förnyad strid. Kriget kom därför att blossa upp ännu en gång bara några veckor efter fredsavtalet.

## Krigets förlopp under 1850–1851

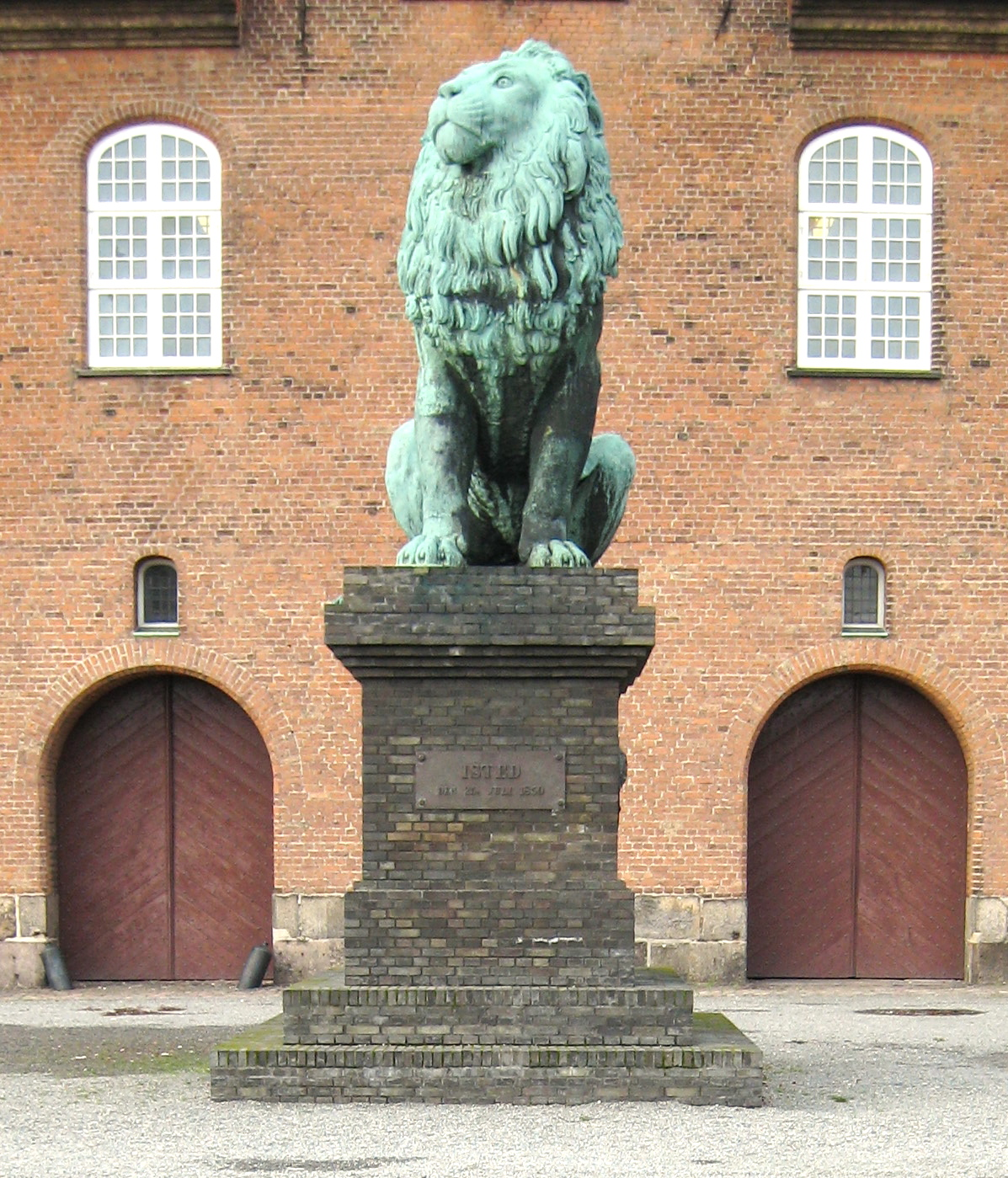
Istedtlejonet påminner om slaget vid Isted.

1850 års strider inleddes 24 juli med ett slag vid Helligbæk och dagen efter, 25 juli, utkämpades slaget vid Isted, som blev krigets blodigaste. Den 37 000 man starka danska armén under general Gerhard Christoph von Krogh tvingade tillbaka den slesvig-holsteinska armén till Rendsborg och besatte Dannevirke. Slesvig-holsteinarna genomförde två misslyckade större anfallsförsök mot de danska ställningarna, 12 september genom ett angrepp på Mysunde vid Slien och 4 oktober mot Frederiksstad. Därefter utkämpades endast småstrider, den sista av dem nyårsdagen 1851.

## Krigsslutet
Kriget avslutades därefter genom att andra länder satte press på partnerna. Det mest synliga beviset var att den tyska förbundsdagen, det beslutande organet i Tyska förbundet, tvingade den slesvig-holsteinska armén att upphöra med striderna. Avgörande var dock att Ryssland inte ville se någon förändring av maktbalansen, och därför pressade Preussen att upphöra med sitt stöd till Slesvig-Holstein.
I gengäld blev Danmark tvunget att ratificera Londonprotokollet, undertecknat av England, Frankrike, Preussen och Österrike den 8 maj 1852, och därmed överge det så kallade Eiderprogrammet och förband sig att återupprätta den slesvig-holsteinska helstaten.
Efter ett dussintal år blossade dock konflikten upp igen och kriget kom 1864 att få en fortsättning i dansk-tyska kriget, som också kallas det andra slesvigska kriget.

## Svenskt och norskt deltagande

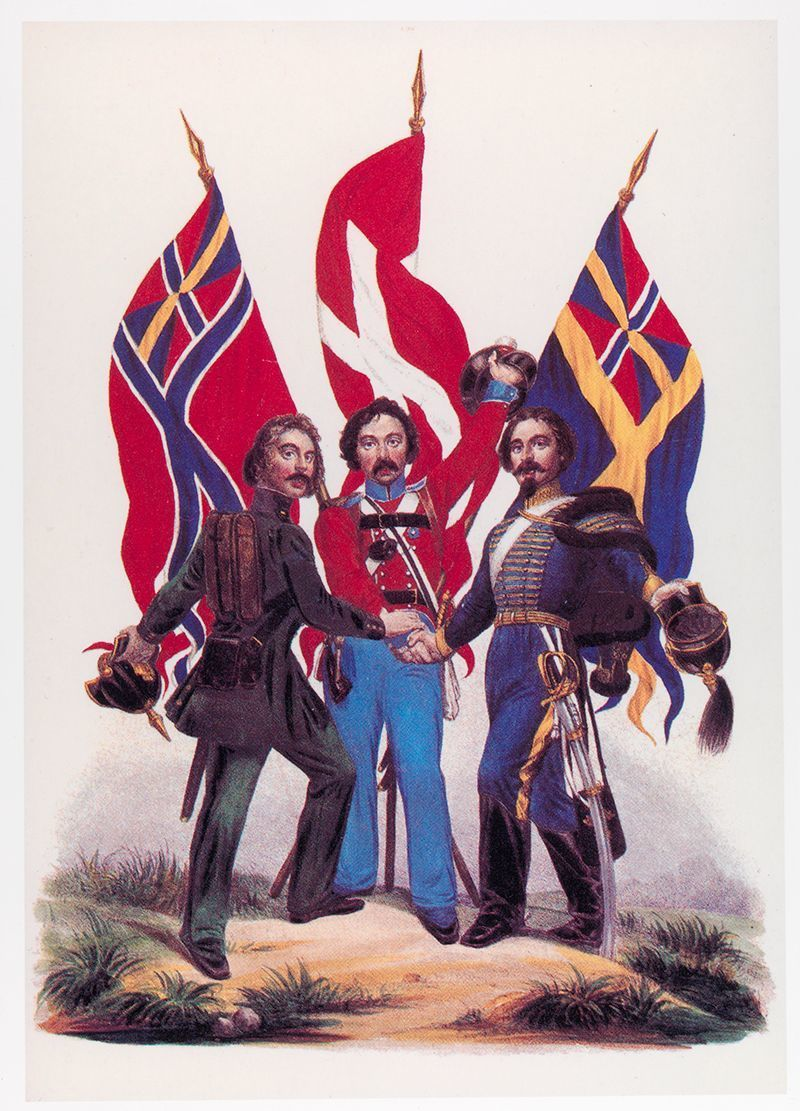
En samtida propagandabild som är tänkt att symbolisera de skandinaviska brödrafolken.

### Frivilliga
Fredrik VII:s misslyckande med att få stöd från stormakterna innebar att Danmarks enda utländska hopp stod till Sverige-Norge. Nu gällde det att utnyttja de skandinaviska sympatierna där. Den danska diplomatin satte också i gång ett energiskt arbete på detta område. En stor hjälp fick man av Orvar Odd. I glödande ordalag manade han både Sveriges folk och dess regering att gripa in i "det heliga kriget", att som en man stå upp mot förtryckarna, mot preussare och "äppeltyskar". "Det svenska lejonet skakar sin man av otålighet. Hur länge skall det hållas i sina länkar tillbaka?" frågade han och kunde så göra i medvetenhet om att ha hela det liberala, skandinaviskt sinnade Sverige med sig. Och även på den konservativa sidan, där man i Sverige alltjämt odlade misstro mot grannfolken, kände man sympati för Danmarks kamp och önskade åtminstone ett diplomatiskt ingripande.
Runt om i Sverige fattades mötesresolutioner i skandinavisk anda och insamlades penningbidrag samt sjukvårdsmedel åt de danska bröderna. Genast i krigets början hade en del skandinavistiska svenskar och norrmän skyndat att infria sin ed att som frivilliga kämpa för vad de ansåg vara Nordens gemensamma sak.
Den svensk-norska styrka i norra Slesvig som kom till genom 1849 års vapenvila var inte det enda svensk-norska deltagandet i detta krig. Under 1830- och 1840-talen hade skandinavismen spritt sig i Danmark, Norge och Sverige, med början i studentkretsar, och den danska synen på den slesvig-holsteinska frågan hade tagits upp av skandinavister även i Sverige och Norge. Efter att kriget bröt ut anmälde sig därför ett antal svenskar och norrmän som frivilliga i kriget. 1848 och 1849 utgjordes dessa av 243 svenskar och 114 norrmän, som ingick i olika danska förband, och deltog i flera av krigets slag. Vissa av de frivilliga hade inte någon tidigare militär utbildning och fick först en två veckor lång grundutbildning. Bland de frivilliga fanns även 24 norska och minst 60 svenska officerare, samt ett antal underofficerare och meniga soldater. Även om de svensk-norska frivilliga inte var alltför många i antal, tycks de ha ändå ha varit mycket uppskattade av danskarna, eftersom drygt 44 000 personer efter kriget undertecknade en tacksägelseadress till de frivilliga.
Ett tiotal av de frivilliga stupade för Danmarks sak. Den förste som kom var Leopold Løvenskjold, en son till Norges ståthållare. Han kämpade i slaget vid Slesvig och skyndade därefter hem till Kristiania, varifrån han återvände med 30 frivilliga, till stor del studenter. Kort därefter stupade han. Samma dag som han stupade tre unga svenskar, löjtnanterna Leijonhufvud och Gustav Lorentz Sommelius samt Axel Lundbom. Gustav Lorentz Sommelius var också känd som diktare under namnet "Beppo". Bland de svenska frivilliga fanns även en annan sydsvensk skald: Anders Johan Afzelius, känd under pseudonymen "Afze".

### Hjälpkåren
Danmark fick i kriget ett visst officiellt svenskt stöd genom att en reservstyrka om 5 000 man förlades till ön Fyn under 1848. Dessa trupper, som ej deltog i striderna, drogs tillbaka efter vapenvilan 1848.